# 笠松鉱泉
笠松鉱泉（かさまつこうせん）は山形県米沢市大沢地内にある鉱泉。

## 泉質及び効能
泉質は単純温泉、主な効能は神経痛、胃腸病、関節リウマチ、運動器障害、疲労回復等である。

## 温泉街
一軒宿であるが温泉宿として笠松旅館がある。

## 周辺
- 姥湯温泉
- 滑川温泉
- 五色温泉